# 棋盘乡 (监利市)
棋盘乡，是中华人民共和国湖北省荆州市监利市下辖的一个乡镇级行政单位。

## 行政区划
棋盘乡下辖以下地区：
棋盘村、南湾村、瞿张村、孙雄村、龙湾村、高湾村、角湖村、响水村、侯王村、新湾村、黄桥村、三墩村、码头村、月池村、高潮村、菊兰村、沈塘村、孙滩村、桐湖村、北谢村、潘和村、接驾村、刘桥村、彭刘村、金塘村和胜利院渔场。